# Finn Bjørnseth
Finn Bjørnseth (* 15. Juli 1924 in Oslo; † 25. November 1973 ebenda) war ein norwegischer Schriftsteller, der vor allem als Autor von Novellen bekannt wurde.

## Leben
Bjørnseth war der Sohn eines Beamten. Er lebte nach dem Abitur zunächst einige Jahre in Frankreich, danach als freier Schriftsteller in Bergen. Sein erstes Buch war die Novellensammlung Unge netter, die 1951 erschien. 1960 wurde er mit dem Literaturpreis Gyldendals legat ausgezeichnet.
Ein Grundthema in Bjørnseths Prosa ist die Liebe, er übt aber auch Gesellschaftskritik, indem er Spannungen zwischen seinen Protagonisten und gesellschaftlichen Konventionen aufbaut. Seine Lyrik ist politischer. Sie richtet sich gegen Atomwaffen und Krieg. Einige Werke haben auch einen religiösen Hintergrund.

## Werke (Auswahl)
Novellen
- Unge netter (1951)
- Noen å vere glad i (1959)
- En barhodet pike (1961)

Romane
- Et ildens barn (1961)
- Det innerste esken (1965)
- Franceska (1968)
- Hans eksellense hadde tre sønner (1969)

Gedichtbände
- Vuggevise for aftenlandet (1962)
- Beatrice (1967)
- Logos (1972)